# 興仁懋靈殿
興仁懋靈殿，又稱雙頭掛懋靈殿，舊名朱王廟、雙頭掛朱王廟。台灣澎湖縣馬公市興仁里角頭廟，主祀朱府王爺。

## 沿革
馬公市「興仁里」古稱「雙頭跨」；乃明末崇禎17年（1644年）泉州府同安縣金門島蔡氏初至澎湖，此處面朝內海、水草豐沃，可見「拱北山」與「獅山」環抱，挾有低地橫跨兩丘，故以名之，後漸成聚落。
雙頭跨社可考於清雍正11年（1733年）建立公廟，廟身坐丑位（正北偏東）面朝未位（正南偏西），並以朱府王爺為主神，配祀哪吒太子，神明威靈顯赫，雙頭跨自此深受山川毓秀之利，鄉賢仕紳、文人輩出，堪稱地靈人傑之境。
道光11年（1831年）雙頭跨朱王廟重新修建。道光24年（1844年），鄉賢出身的蔡廷蘭甲辰登科、高中進士，於道光26年（1846年）返鄉謁廟祭祖，並將社名雙頭跨更易為「雙頭掛」。光緒11年（1885年）又有重修紀錄。
日治時期明治34年（1901年），雙頭掛朱王廟受一新社鄉紳「清水戒菸毒」影響，於明治39年（1906年）迎奉一新社鸞堂主神「文衡帝君」入火，引為副神。
日治時期期間，澎湖行政區重劃，雙頭掛社原屬林投澳（或隘門區），併入馬公街雙頭掛鄉:143；二次戰後又改制成馬公市興仁里。民國36年（1945年），興仁朱王廟開辦鸞務，聘請西衛金龍殿的福善堂堂主薛石頭與董事吳克文蒞臨指導，「肇新社普善堂」於焉成立，並著善書《啓化珠璣》。民國37年（1948年），玉皇大帝經扶鸞顯靈，敕封朱王廟新名「懋靈殿」，興仁懋靈殿之名自此沿用迄今。
民國38年（1949年）、民國57年（1968年）又有修建，民國76年（1987年）重建成二層樓建築，民國80年（1991年）竣工，入火安座，即為現貌。

## 圖輯

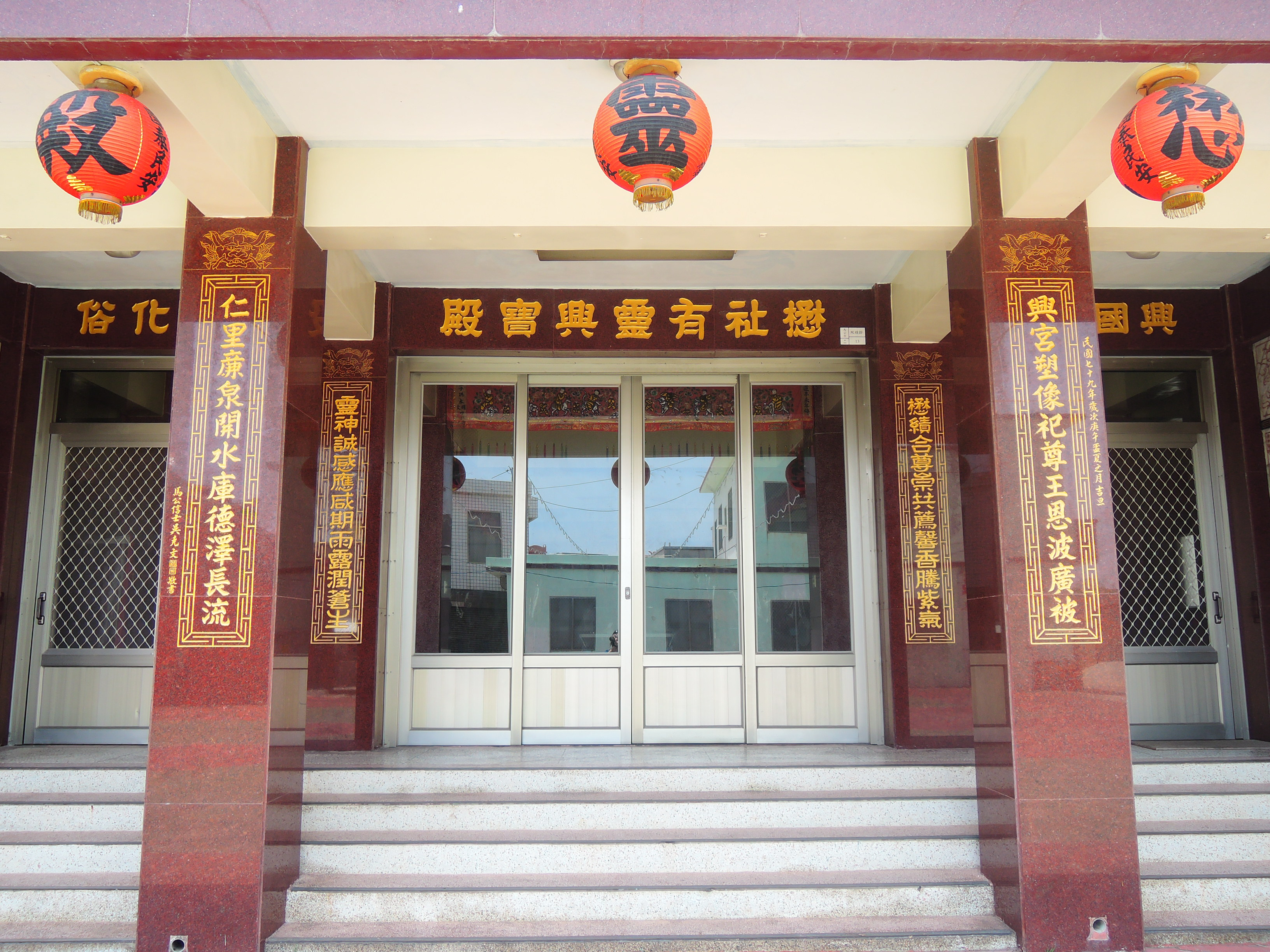
一樓入口楹聯
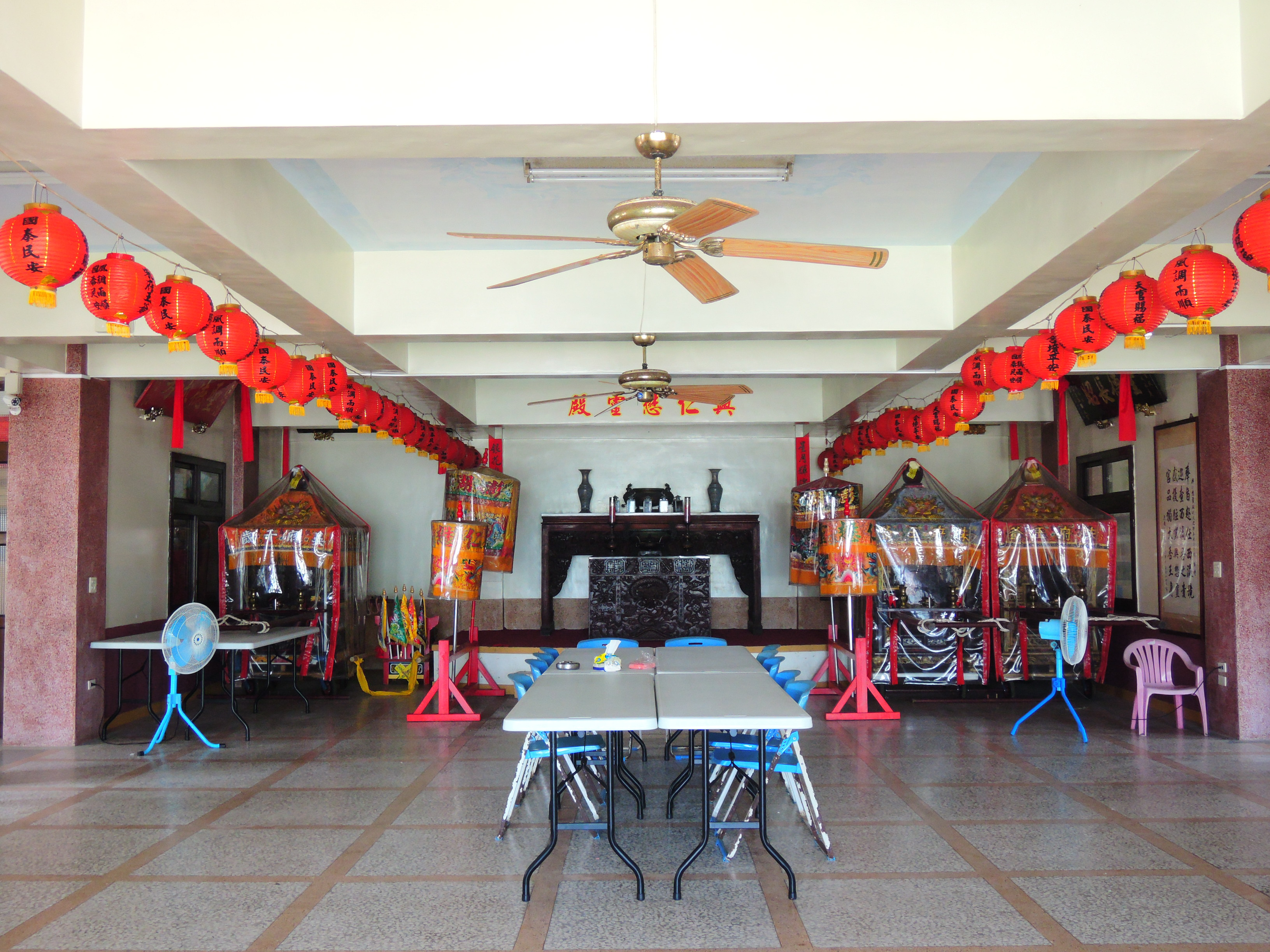
一樓空間
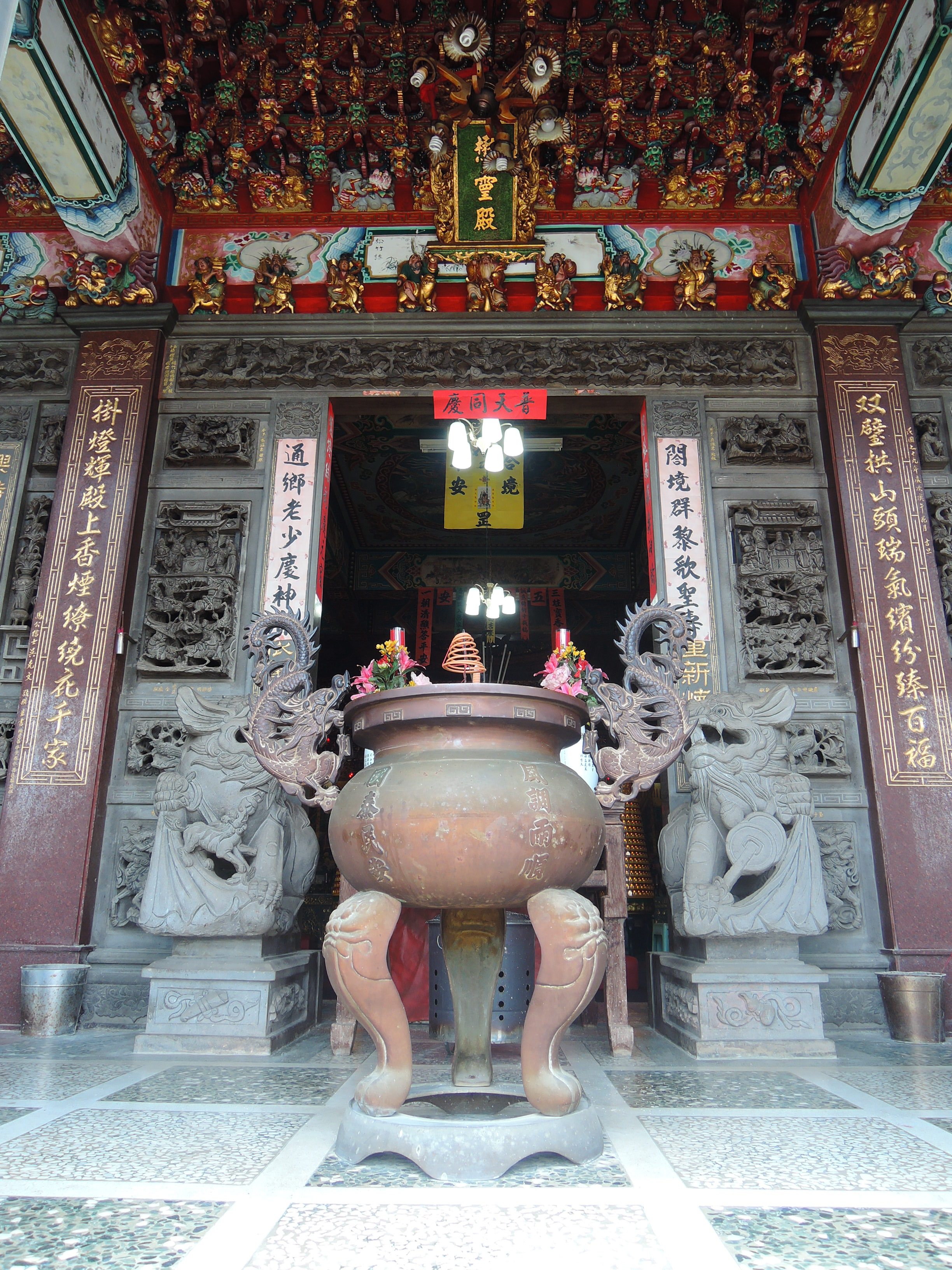
正門、天公爐、聖旨牌（二樓）
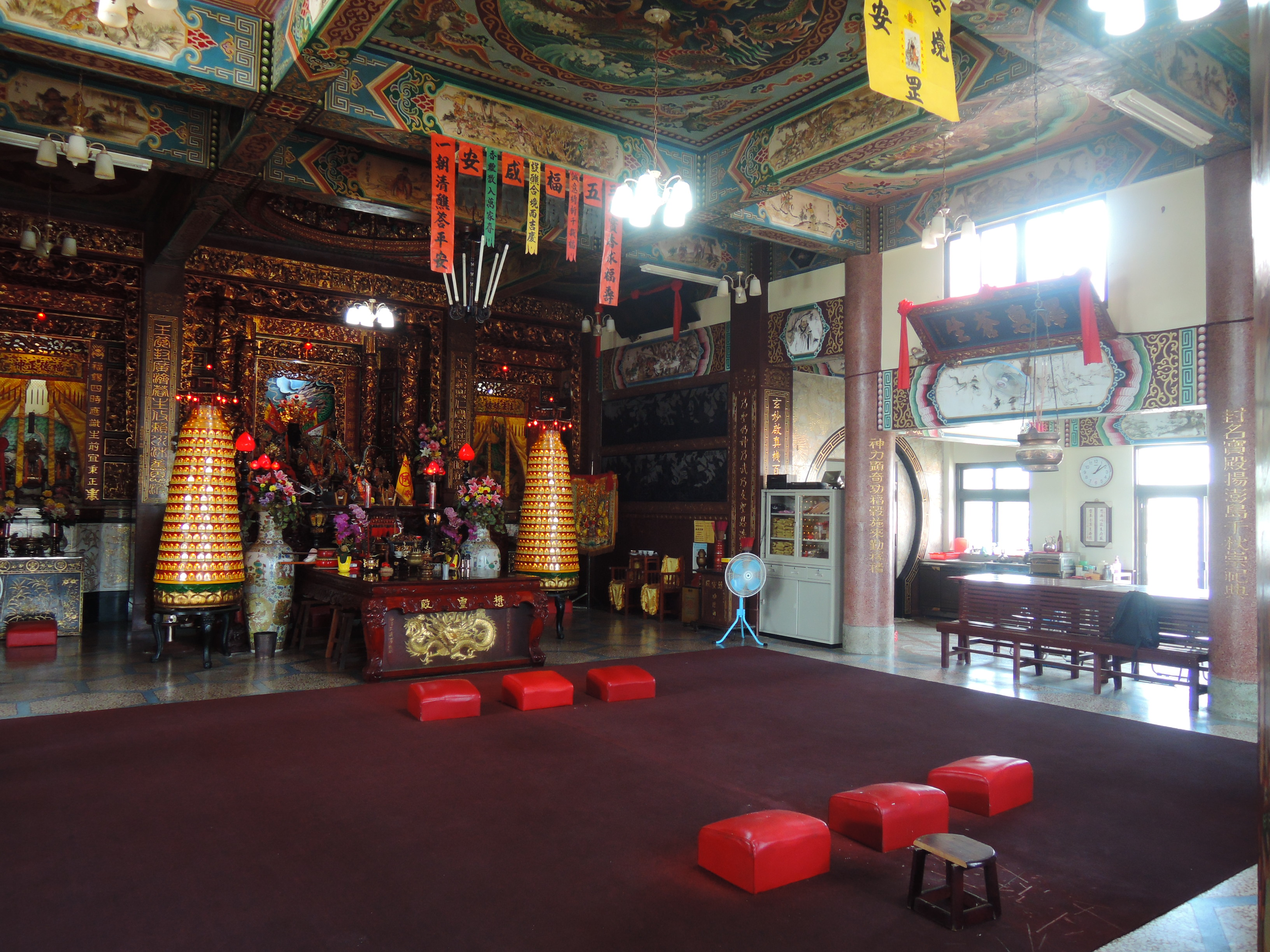
二樓神明廳
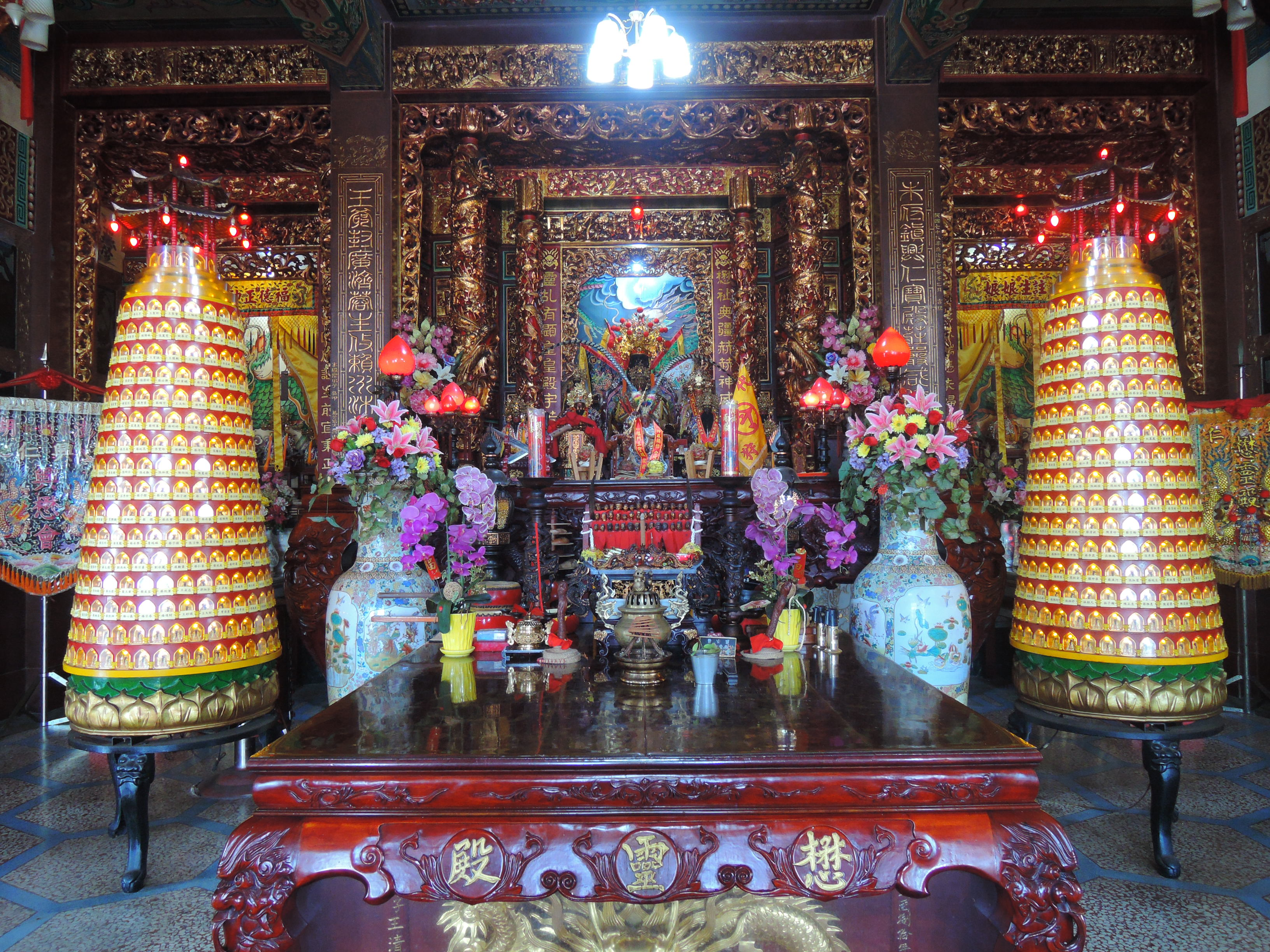
正殿神案、供桌
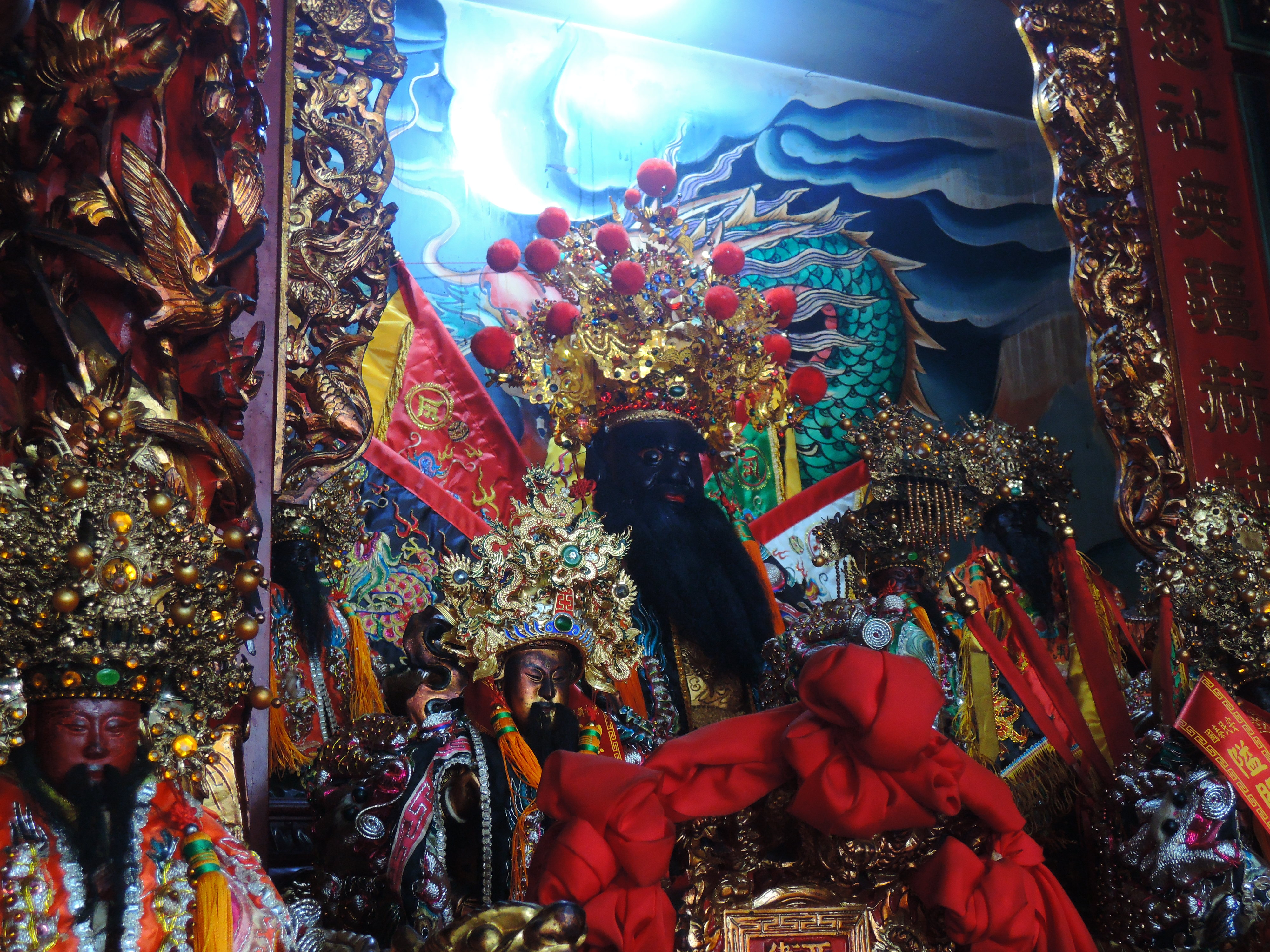
朱府王爺像
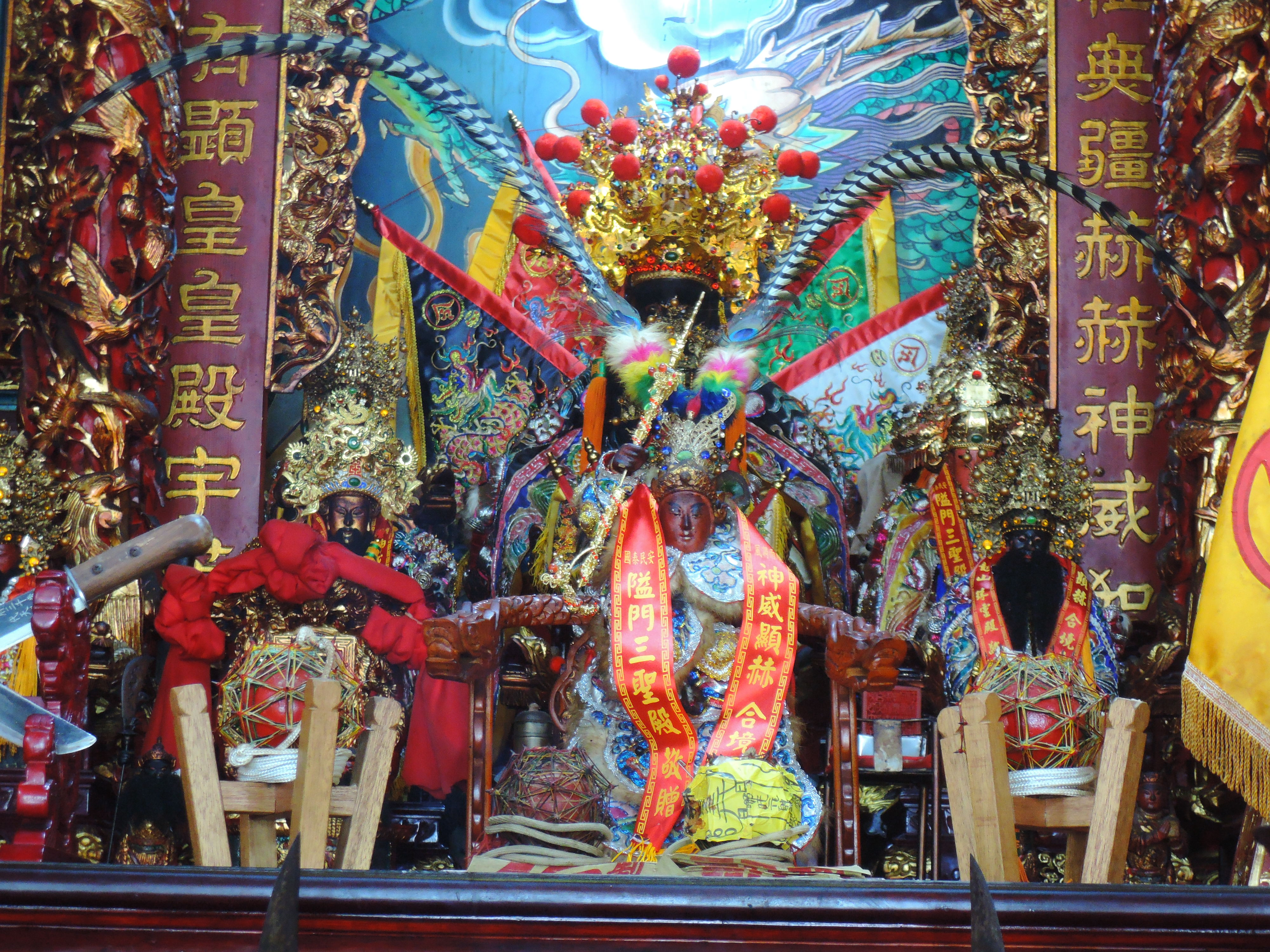
哪吒太子像

## 文物

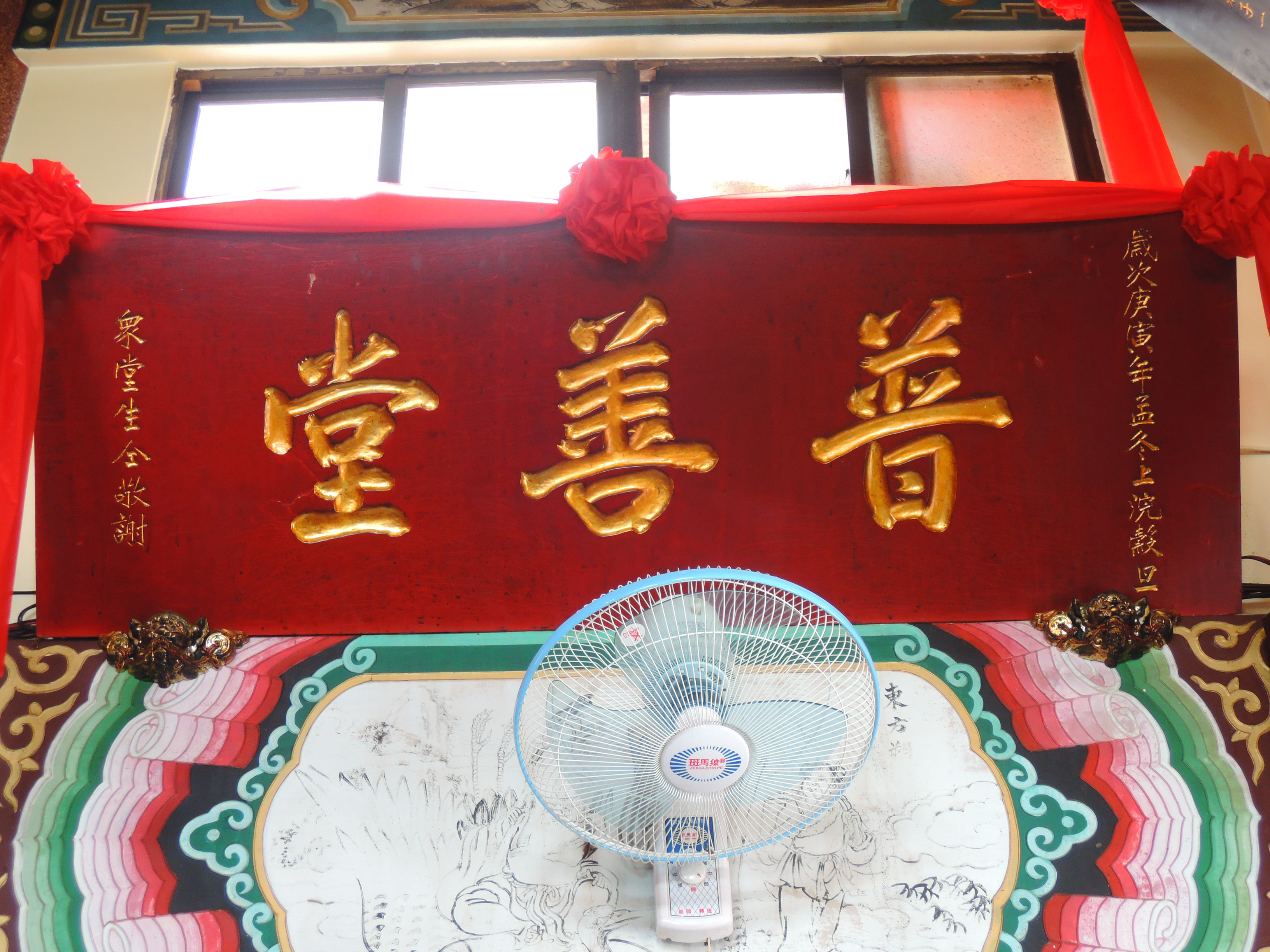
鸞堂堂號：普善堂
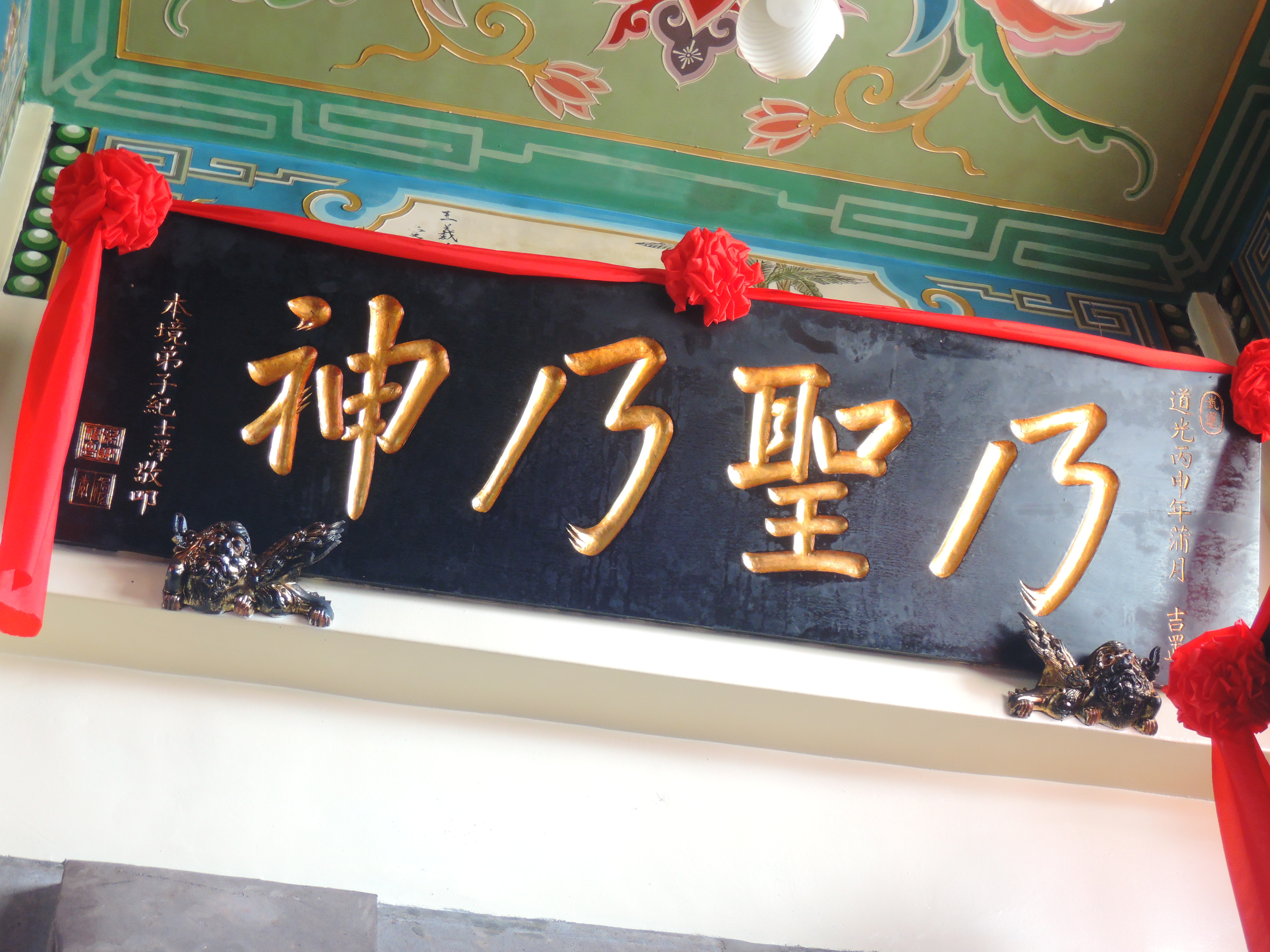
乃聖乃神匾
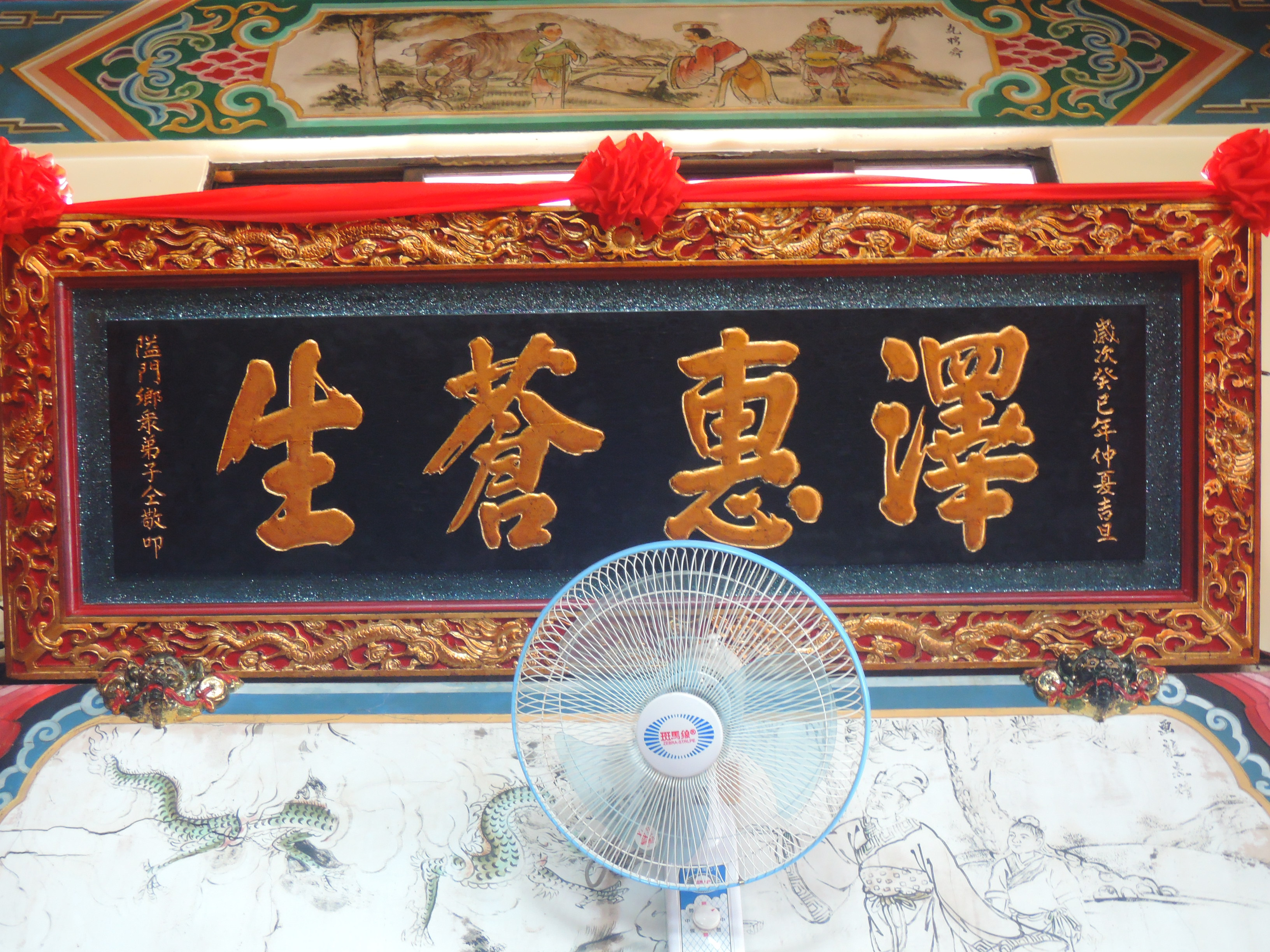
澤惠蒼生匾
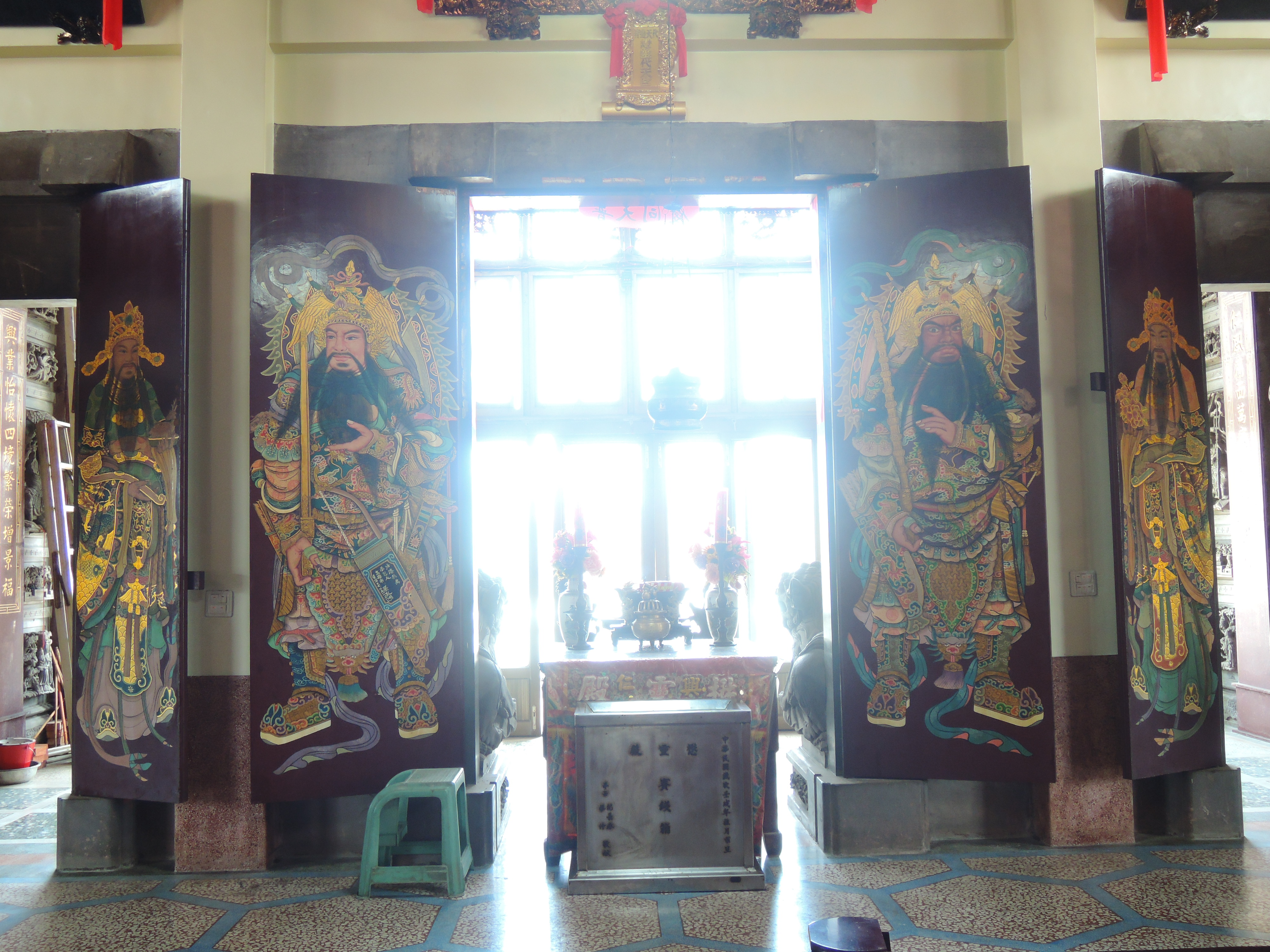
門神彩繪
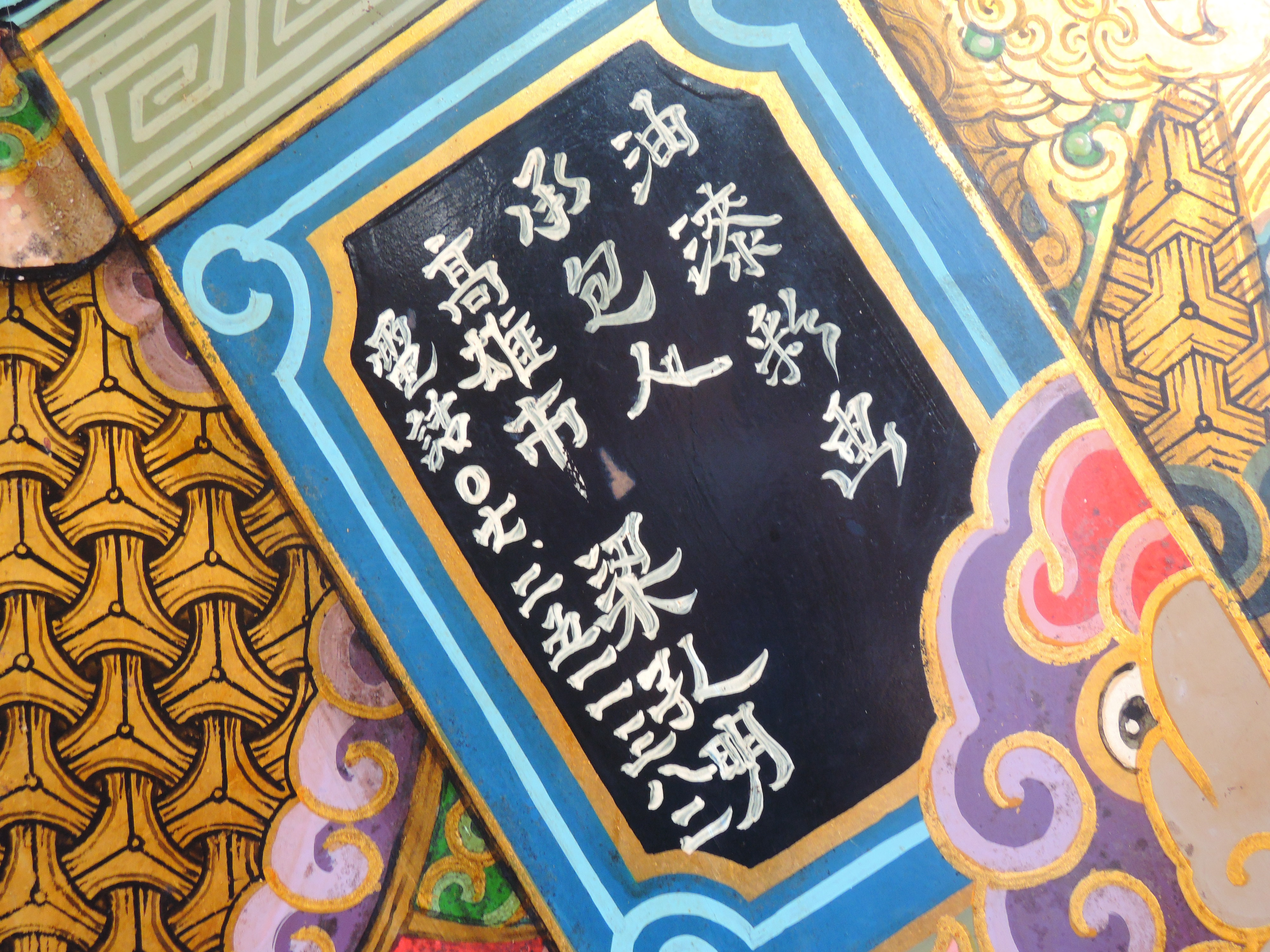
門神繪師落款：梁孔明
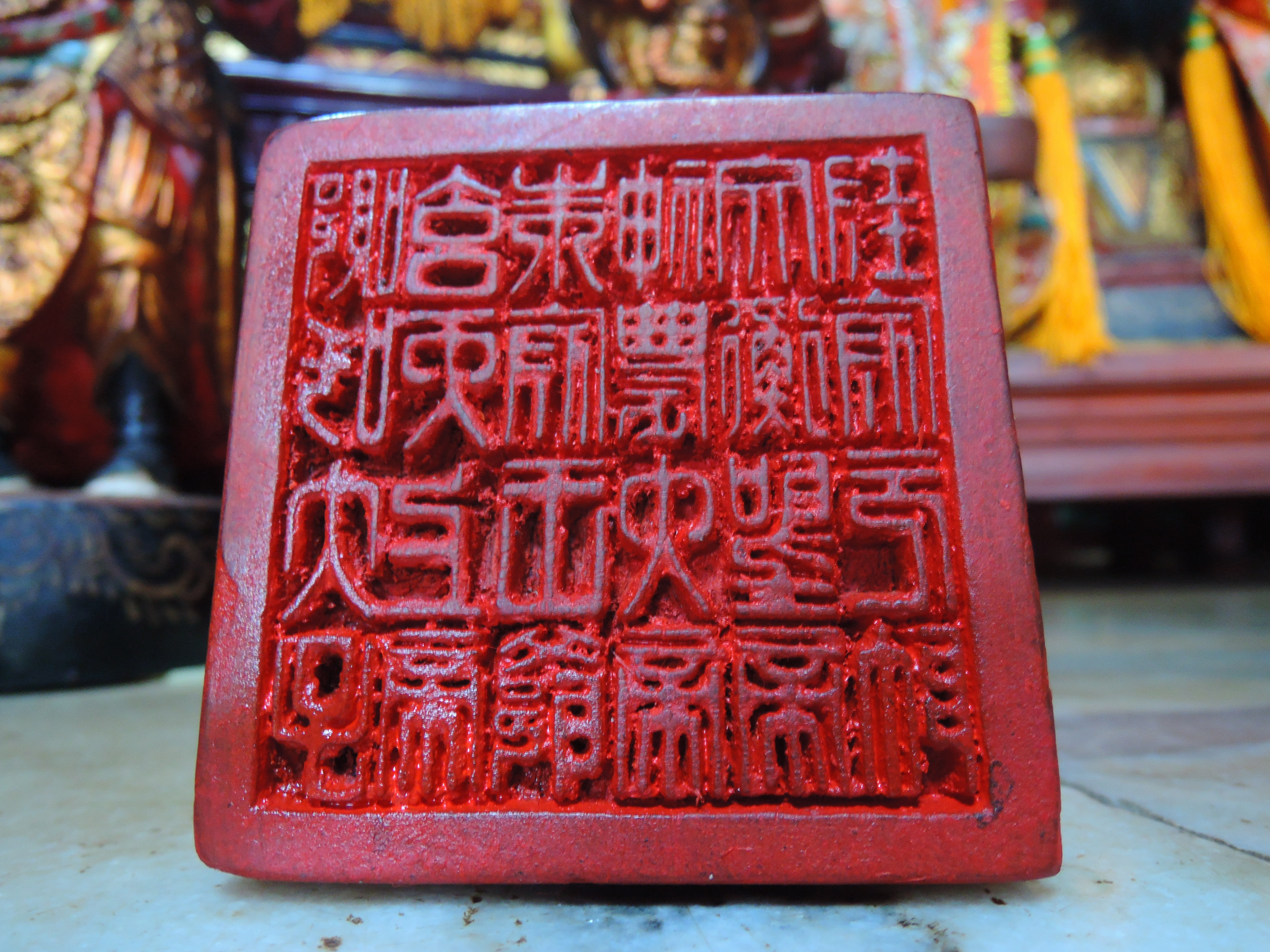
平安符印章
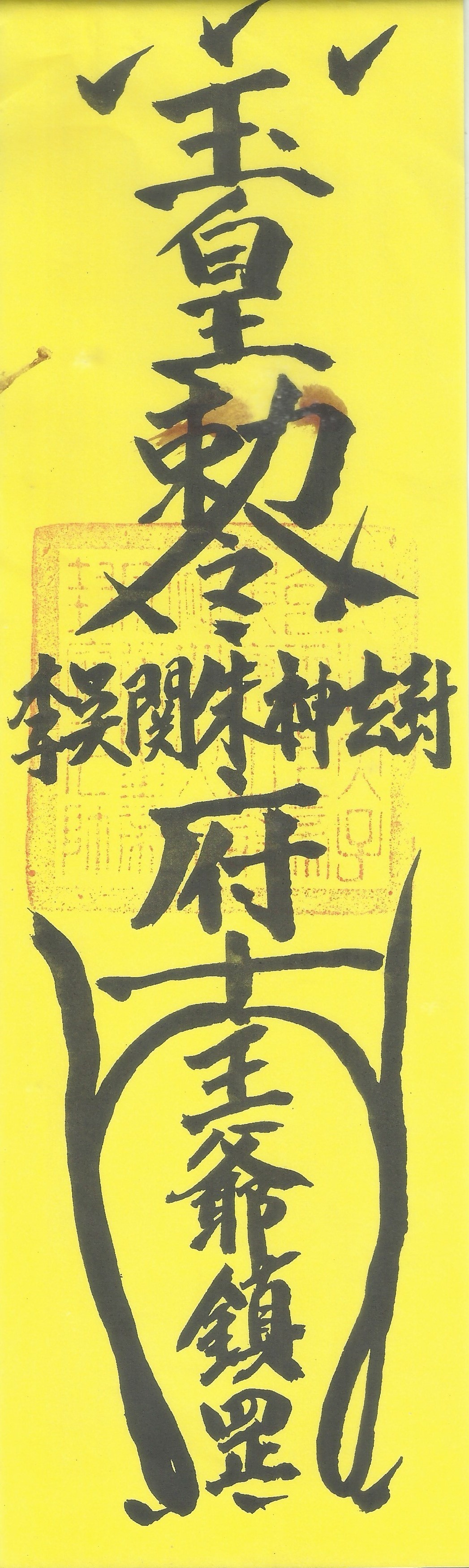
平安符

## 外部連結
- 興仁懋靈殿的Facebook專頁